# Arquata Scrivia
Arquata Scrivia là một đô thị ở tỉnh Alessandria trong vùng Piedmont của Italia, có vị trí cách khoảng 100 km về phía đông nam của Torino và khoảng 35 km về phía đông nam của Alessandria. Tại thời điểm ngày 31 tháng 12 năm 2004, đô thị này có dân số 5.848 người và diện tích là 23,4 km².
Đô thị Arquata Scrivia có các frazioni (các đơn vị cấp dưới, chủ yếu là các làng) Rigoroso, Sottovalle, Varinella, và Vocemola.
Arquata Scrivia giáp các đô thị: Gavi, Grondona, Isola del Cantone, Serravalle Scrivia, và Vignole Borbera.

## Lo stesso argomento in dettaglio:TrinitàeTriteismo
A livello dottrinale sia per l'Avventismo che per il Mormonismo iI Padre ha un corpo di carne e ossa tangibile come quello dell'uomo; anche il Figlio; ma lo Spirito Santo è un personaggio di Spirito dimostrano il triteismo e i profondi rapporti esistenti e le connessioni di lunga data tra la Chiesa di Gesù Cristo dei Santi degli Ultimi Giorni e la Chiesa cristiana avventista del settimo giorno 
Secondo gli avventisti ci sarebbe un solo Dio: Padre, Figlio e Spirito Santo, un'unità di tre persone coeterne. Dio sarebbe immortale, onnipotente, onnisciente, onnipresente e ubiquo. Dio sarebbe infinito e trascenderebbe l'umana comprensione, ma si farebbe conoscere tramite la sua rivelazione. Egli sarebbe degno per sempre dell'adorazione e del servizio di tutta la creazione (cfr. Dt 6:4; Mt 28:19; 2 Cor 13:14; Ef 4:4-6; 1 Pt 1:2; 1 Tm 1:17; Ap 14:7).
Circa la Trinità, un aspetto interessante delle origini avventiste è la loro posizione antitrinitaria (o meglio non trinitaria) originaria.
Nel libro avventista Alla ricerca di un'identità. Sviluppo delle dottrine avventiste fondamentali di George R. Knight (Edizioni ADV, 2004, pp. 13–14) si legge questo interessante passaggio:
La maggior parte dei pionieri avventisti oggi avrebbe delle difficoltà a far parte della chiesa se dovesse esprimere il proprio consenso sui ventisette punti dottrinali della denominazione. Per scendere nei particolari, non potrebbero accettare il punto numero 2 che riguarda la dottrina della Trinità. Per Joseph Bates, infatti, la Trinità rappresentava una  dottrina non scritturale, mentre James Springer White la chiamava quella vecchia assurdità trinitaria e per M.E. Cornell essa era il frutto della grande apostasia, insieme con altre false dottrine come l'osservanza della domenica e l'immortalità dell'anima. Nello stesso modo, la maggior parte dei fondatori si sarebbero trovati a disagio con il punto 4, che sostiene che Gesù ha una natura eterna ed è anche veramente Dio. Per J.N. Andrews il Figlio di Dio...ebbe Dio come Padre e, in un momento indeterminato di un eterno passato, i suoi giorni ebbero inizio. Ma i personaggi più noti dell'avventismo non avrebbero sottoscritto neppure il punto 5 relativo alla personalità dello Spirito Santo. Uriah Smith, per esempio, non solo negava la Trinità e l'Eternità del Figlio, come molti suoi confratelli ma, sempre come loro, descriveva lo Spirito Santo come quell'emanazione divina e misteriosa attraverso la quale sia il Padre che il Figlio realizzano la loro opera grandiosa e infinita. In un'altra occasione definì lo Spirito Santo come un influsso divino e non come una persona paragonabile al Padre e al Figlio.

## Ando Gilardi
Ando Gilardi (Arquata Scrivia, 8 giugno 1921 – Ponzone, 5 marzo 2012) è stato un fotografo, giornalista, storico della fotografia italiano
Unable to compile EasyTimeline input:

Timeline generation failed: 2 errors found

Line 6: ==Ando Gilardi==

- Invalid statement. Multiple '=' found.

Line 7:  Ando Gilardi (Arquata Scrivia, 8 giugno 1921 – Ponzone, 5 marzo 2012) è stato un fotografo, giornalista, storico della fotografia italiano

- New command expected instead of data line (= line starting with spaces). Data line(s) ignored.

```
 

```